# Endgame (Like Wendy)
Endgame is een studioalbum van Like Wendy, dat voor deze plaat uitgebreid was tot twee musici. 

## Inleiding
Het maakte de muziek voor wat betreft stijl afwisselender; klassieke progressieve rock (lees: Genesis en Yes) mengt zich met neoprog (Clive Nolan en Arena). Like Wendy was al bekend vanwege de gitaar-, toets- en mellotronsolo’s. Dit werd richting de klassieke prog nog eens versterkt door samenzang in de stijl van Barclay James Harvest. De verbeteringen leidden niet tot continuatie van Like Wendy, pas eind jaren tien van de 21e eeuw kwam nieuw werk uit.

## Musici
- Bert Heinen, Mark-Jeroen Heek (tevens hoesontwerp) – zang, alle muziekinstrumenten

## Muziek
| Nr. | Titel              | Duur  |
| --- | ------------------ | ----- |
| 1.  | Mock me!           | 10:54 |
| 2.  | Radioactive girl   | 6:39  |
| 3.  | Subs               | 5:28  |
| 4.  | Seventeen          | 8:15  |
| 5.  | Money for monkey’s | 6:37  |
| 6.  | Moria              | 8:32  |
| 7.  | Endgame            | 9:37  |